# Valea Târgului
Valea Târgului – wieś w Rumunii, w okręgu Vaslui, w gminie Pușcași. W 2011 roku liczyła 159 mieszkańców.